# Naturpark Mølleåen
Naturpark Mølleåen er det nye navn på den tidligere Naturparken mellem Farum og Slangerup / Farum Naturpark, som 9/12 2016 blev mærket/certificeret af Danske Naturparkers Nationalkommité / Friluftsrådet. Forinden blev naturparkplanen vedtaget af kommunerne Allerød, Egedal, Frederikssund og Farum. Naturparken er et sammenhængende naturområde på 50 km2 omkring den Øvre Mølleådals istidslandskab. Den ligger mellem de gamle landsbyer Farum, Vassingerød, Lynge-Uggeløse, Slangerup, Jørlunde, Ølstykke, Slagslunde, Ganløse, Kirke Værløse og Lille Værløse. Dette område er præget af tunneldallandskaber med søer, dale og åse dannet under sidste istid.

## Baggrund
Initiativet til en naturpark i området blev taget af cigarsorterer Thorvald Vognsen i marts 1942 efter drøftelser med blandt andre statsminister Thorvald Stauning og forfatter og nobelprismodtager Johannes V. Jensen. Tanken var, at storbyens befolkning her skulle opleve og lære om naturen inden for en overkommelig afstand af byen, men resultatet blev i lige så høj grad, at de naturinteresserede flyttede ud til landsbyerne, som senere blev en del af fingerbyens grene. 
Inspirationen bragte Thorvald Vognsen med fra hjemegnen ved Viborg til sin bolig på Nørrebro, men den næredes utvivlsomt af Kjøbenhavn-Slangerup Banen A/S, som havde udført et stort turistarbejde for egnen siden starten i 1906. Grundlaget var dog 'Betænkningen om Storkøbenhavns Grønne Områder' fra 1936 og de efterfølgende frednings- og stiplaner fra 1938 og 1940, som Thorvald Stauning personligt stod bag. Selve udpegningen af området blev foretaget af et videnskabeligt arbejdsudvalg fra Københavns Universitet og Danmarks Lærerhøjskole, hvor bl.a. statsgeologen Sigurd Hansen var aktiv gennem de følgende 20 år. Planerne blev præsenteret for offentligheden 3. oktober 1942. Fredningerne blev forsinkede af Staunings død, krigen og den efterfølgende Fingerplan, som man troede kunne erstatte egentlig fredning. Den seneste store fredning i Staunings fredningsplan blev derfor først stadfæstet 23. december 2010 af Naturklagenævnet.
I dag udgør Naturparken mellem Farum og Slangerup Danmarks både ældste og største naturpark – med kvaliteter som nationalpark.

## Geologi
Geologisk indgår området i et større system præget af istidslandskaber, som omfatter landskaberne omkring Mølleåen helt ud til Øresund. De mange dale og åse er dannet af vand under tryk under isen og senere smeltevand – særligt fra den seneste istid, som sluttede i området for ca. 13.000 år siden.

## Fredninger
Med de seneste fredninger er ca. 75% af Naturparkens areal fredet eller fredskov, i alt 1240 hektar Undtaget er alene nogle randområder langs de omgivende veje, et mindre sommerhusområde ved Buresø, Ryet og Ganløse Mørke, som er et typisk nordsjællandsk landskab med smålandbrug. 
Naturparken er på grund af fredningerne et sammenhængende uspoleret område med et udbredt og sammenhængende stinet, der tillige gør Naturparken til et populært rekreativt område. 
Naturparken er som helhed udpeget som nationalt geologisk interesseområde.
Hele Naturparkens akse kunne, som følge af sin tidlige fredning i 1948, udpeges som EU-habitatområde i 1995, dvs. nu Natura 2000-område nr. 139 Øvre Mølleådal, Furesø og Frederiksdal Skov. Området er beskyttelsesområde for hele 15 danske naturtyper og 5 arter. Desuden er dalen ved Farum Sø og Farum Sortemose fuglebeskyttelsesområde.

## Lokaliteter
Blandt de kendteste lokaliteter i Naturparken kan nævnes:

### Søer
- Buresø
- Bastrup Sø
- Farum Sø

### Skove
- Sperrestrup Skov
- Uggeløse Skov
- Slagslunde Skov
- Krogenlund
- Ganløse Eged
- Ganløse Ore
- Terkelskov
- Farum Lillevang
- Ryget Skov
- Del af Nørreskoven

### Vandløb
- Mølleå (som også benævnes Hestetangså på strækningen fra Bastrup Sø frem til Farum Sø).
- Græse Å
- Bundså og Damvad Å (Del af Værebro Å-systemet)
- Jørlunde Å

## Kulturminder
- Bastruptårnet (også benævnt Bastrup Ruin, Bastrup Stenhus) nord for Bastrup Sø. Danmarks ældste verdslige stenruin fra ca. 1130.
- Bure Voldsted (også benævnt Langsøhus) syd for Uggeløse Skov. Nævnt 1274 i.forb. med Erik Klipping og Hvideslægten.
- Farumgård. Nævnt første gang 1370.
- Myrestenen placeret i skoven Ganløse Eged. Den er den størst kendte sten i Nordøstsjælland. Den vejer 60 tons og dækker 16m2.
- Oldtidsvejene i Ryget Skov og Ganløse Eged.
- Gravhøjene i bl.a. Farum Lillevang og Ryet.
- Spor af vandmøller ved Hestetang og Kratmøllen.
- De omliggende middelalderkirker og landsbymiljøer.
- Arkæologiske lokaliteter som Farum Lillevang, Ryet Skovby, Rappendam Mose og Lærkefryd.

## Foreningen Naturparkens Venner
Foreningen Naturparkens Venner blev stiftet i 1967 i fortsættelse af Naturparkens Arbejdsudvalg. Foreningen har til formål at bevare og udbrede kendskabet til Naturparken mellem Farum og Slangerup.